# Onthophagus japonicus
Onthophagus japonicus är en skalbaggsart som beskrevs av Edgar von Harold 1875. Onthophagus japonicus ingår i släktet Onthophagus och familjen bladhorningar. Inga underarter finns listade i Catalogue of Life.